# Поэт (премия)
Росси́йская национа́льная пре́мия «Поэ́т» — российская литературная премия, которая вручалась в 2005—2017 годы. Учредителями премии были Общество поощрения русской поэзии и РАО «ЕЭС России».

## История
Об учреждении премии было объявлено 27 апреля 2005 года. В Попечительский совет Общества вошли член-корреспондент РАН Александр Лавров, профессор МГУ Николай Богомолов, профессор МГУ Владимир Новиков, профессор РГГУ Дмитрий Бак, соредакторы петербургского журнала «Звезда» Андрей Арьев и Яков Гордин, литературные критики Ирина Роднянская, Павел Крючков, Самуил Лурье и Андрей Немзер.
Присуждается ежегодно одному из поэтов современной России. Лауреатами премии могут стать только ныне живущие русскоязычные поэты. Национальность и место жительства при этом значения не имеют.
Уставом премии запрещено вручать её дважды одному и тому же лицу, а также посмертное награждение и разделение премии на несколько участников. Лауреатам премии «Поэт» вручается памятный диплом, специальный нагрудный знак и денежное вознаграждение, сумма которого эквивалентна 1 500 000 рублей.
22 мая 2018 года Анатолий Чубайс на церемонии завершения премии, которая проходила в Центральном доме литераторов официально объявил о закрытии премии «Поэт»: «13 лет премия „Поэт“ не просто прожила, она сформировала „высшую лигу“ поэтов. Но если мы хотим служить миссии поддержки отечественной поэзии, то нужно меняться». На смену этой премии для дальнейшего развития творческой деятельности будет создана новая премия «Поэзия», её будут продвигать среди молодежи.

## Лауреаты премии
- 2005 — Александр Кушнер
- 2006 — Олеся Николаева
- 2007 — Олег Чухонцев
- 2008 — Тимур Кибиров
- 2009 — Инна Лиснянская
- 2010 — Сергей Гандлевский
- 2011 — Виктор Соснора
- 2012 — Евгений Рейн
- 2013 — Евгений Евтушенко
- 2014 — Геннадий Русаков
- 2015 — Юлий Ким
- 2016 — Наум Коржавин
- 2017 — Максим Амелин